# Stephen Gosson
Stephen Gosson (* April 1554; † 13. Februar 1624) war ein englischer Satiriker und Geistlicher der Church of England.

## Leben und Werk
Stephen Gosson wurde am 17. April 1554 in der St Georges Kirche in Canterbury getauft. Von 1572 bis 1576 besuchte er das Corpus Christi College in Oxford, danach ging er nach London. Dort veröffentlichte er 1579 seine Schoole of Abuse, containing a pleasant invective against Poets, Pipers, Plaiers, Jesters and such like Caterpillars of the Commonwealth, eine heftige Polemik gegen das Theaterwesen. Gegen die Entgegnungen ließ er 1582 Playes Confuted in Five Actions folgen. Ab 1585 arbeitete er als Geistlicher in Stepney, später in Great Wigborough, Essex, und ab 1600 in Bishopsgate.